# Bains chinois
Les Bains chinois sont un établissement de bains publics, construits en 1787 à l'emplacement du 29 boulevard des Italiens à Paris, à l'angle de la rue de la Michodière. Ils connaissent un bref succès avant la Révolution française et sous la Restauration. Vendus en 1852, ils sont détruits en 1853.

## Historique
Les Bains chinois ont été construits par Samson-Nicolas Lenoir dit le Romain (1728-1810), architecte à Paris à partir de 1763, spécialisé dans les projets de lieux publics et d'hôtels particuliers. Il prend part à la spéculation foncière qui accompagne l’urbanisation des nouveaux quartiers de Paris dans le dernier tiers du XVIIIe siècle. C'est notamment le cas des grands boulevards, cours plantés d’arbres voulus par Louis XIV, sur les remblais des enceintes fortifiées de Charles V et de Louis XIII, démolies à partir de 1676 et devenues à la mode .
Le bâtiment qui s’élève sur trois étages, comprennent un pavillon central hexagonal en forme de pagode et deux ailes en fer à cheval autour d’un jardin, reliés par une terrasse couverte le long du boulevard. Le tout repose à l’origine sur un soubassement en forme de grottes qui abritait un café. L’ensemble est d’une allure très exotique, avec des clochetons, des banderoles, des inscriptions aux caractères chinois fantaisistes, des balustrades, des couleurs vives sur les façades, créant une attraction visuelle sur le boulevard.
Ils comportent une soixantaine de cabines de bains luxueuses revêtues de toile de Jouy qui offrent tout le confort pour les bains et les soins du corps grâce à un personnel nombreux. Le prix de l'entrée est élevé : de 20 à 30 F.
On y trouve aussi un restaurant, un café et un magasin de mode .
Gracchus Babeuf en fait son centre de ralliement pour la préparation de sa conspiration de 1795.
Les Bains chinois connaissent un succès immédiat mais de courte durée : à la Révolution, la riche clientèle émigra et la faillite fut prononcée en 1795. Sous l’Empire et la Restauration, ils jouissent d’une grande renommée, y compris car certaines personnalités en vue y logent, comme Vincenzo Bellini mais qui s’atténue peu à peu en raison de la concurrence d’autres établissements.
En 1831, le soubassement des grottes est démoli pour être transformé en boutiques. Ils sont vendus en 1852 au marquis d'Hertford, mécène et philanthrope, déjà propriétaire du château de Bagatelle au bois de Boulogne, et à son fils, sir Richard Wallace promoteur des fontaines qui portent son nom. Ils sont détruits en 1853 pour être remplacés par des immeubles de rapport,.
Le musée Carnavalet en possède une maquette.